# Pasohnus bispinosus
Pasohnus bispinosus – gatunek kosarza z podrzędu Laniatores i rodziny Epedanidae. Jedyny znany przedstawiciel monotypowego rodzaju Pasohnus.